# Sikorsky H-19
Sikorsky H-19 Chickasaw, (tudi S-55) je enomotorni večnamenski helikopter, ki ga je Sikorsky razvil v poznih 1949ih. Bil je eden izmed prvih uspešnih helikopterjev. Prvič je poletel leta 1949, v uporabo je vstopil leta 1950. Zgradili so okrog 1100 helikopterjev. Proizvajali so ga tudi licenčno pri britanskem Westland Aircraft. Poganjal ga je 600 konjski bencinski zvezdasti motor Pratt & Whitney R-1340.

## Specifikacije (H-19)
Splošne karakteristike
- Posadka: 2 (pilot, kopilot)
- Število sedežev: 12 vojakov ali 8 nosil
- Dolžina: 62 ft 7 in (19,1 m)
- Premer rotorja: 53 ft (16,16 m)
- Višina: 13 ft 4 in (4,07 m)
- Površina rotorjev: ft² (m²)
- Teža praznega letala: 4795 lb (2177 kg)
- Naložena teža: 7200 lb (3266 kg)
- Maks. vzletna teža: 7900 lb (3587 kg)
- Pogon letala: 1 ×  Bencinski radialni motor Pratt & Whitney R-1340-57, 600 KM (450 kW)

 Zmogljivost 
- Maks. hitrost: 101 mph (163 km/h)
- Doseg: 405 milj (652 km)
- Višina leta: 10500 ft (3200 m)
- Hitrost vzpenjanja: 700 ft/min (213 m/min)